# Майдель, Эдуард Владимирович
Барон Эдуард Владимирович (Вольдемарович) Майдель (полное имя — Эдуард Николай Болеслав фон Майдель, нем. Eduard Nikolai Boleslaw Freiherr von Maydell) (1842—1918) — барон, генерал-майор корпуса флотских штурманов Российского Императорского флота, исследователь Дальнего Востока, а также Белого и Балтийского морей.
До 1879 года, состоя при Сибирской флотилии, являлся начальником телеграфных и метеорологических станций в портах Восточного океана и производителем метеорологических наблюдений во Владивостоке, занимался метеорологическими и гидрографическими работами в Японском море.

## Биография

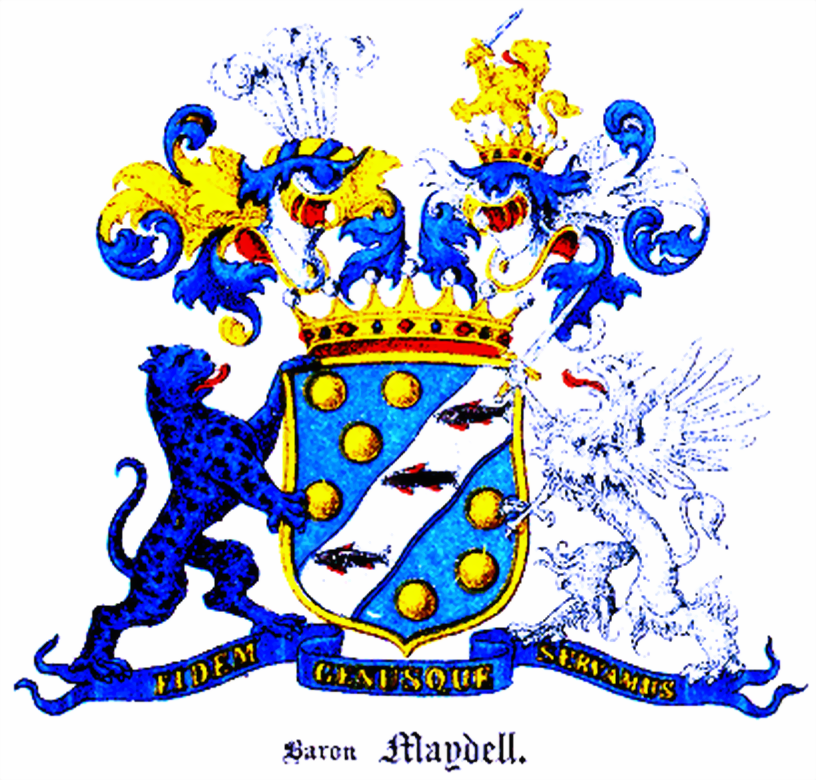
Родовой герб Майделей

Эдуард родился в городе Немиров Подольской губернии в семье барона Владимира (Вольдемара) Густавовича и Эмилии (урождённая фон Хогман /Emilie von Hagmann/ 24.11.1806 — 9.12.1862).
В 1854 году Эдуард Майдель был зачислен в Морской кадетский корпус на первую из двух вакансий, определённых «для воспитания малолетних дворян» эстляндского дворянства. Вторым был Барон Конрад фон Фиттингоф.
В 1863 — 1864 годах гардемарин Эдуард Майдель ходил по Балтийскому морю. Даллее, в 1864 году в чине мичмана назначен на фрегат «Дмитрий Донской» на котором прослужил до 1866 года и совершил заграничное плавание в Атлантическом океане.
В 1870 году на шхуне «Секстан» участвовал совместно с великим князем Алексеем Александровичем, профессором Н. Я. Данилевским, академиком А. Ф. Миддендорфом, натуралистом Ф. Ф. Яржинским, губернатором Архангельска Н. А. Качаловым и промышленником М. К. Сидоровым в научной экспедиции в Северном и Баренцевом морях в составе экспедиции под общим командованием контр-адмирала К. Н. Посьета. Исследования были проведены у берегов Дании, Норвегии, в прибрежных водах Мурмана, в том числе в Екатерининской гавани, и у вновь открытой Новой Земли. За проделанные обширные метеорологические и магнитные наблюдения в Северном море и у Мурманского побережья, Эдуард Владимирович в 1872 году был награждён серебряной медалью Русского географического общества. Также с 1870 года начал работать в Главной геофизической обсерватории.
В марте 1871 года официально принят в штат Русского географического общества.
В 1872 году Эдуард Майдель — первый заведующий Отделением предсказания погоды при Главной геофизической обсерватории Геофизического Департамента, составитель и аналитик синоптических карт.
В июле 1874 года переведён на Тихий океан и назначен в Сибирскую флотилию. На Дальнем Востоке Эдуард Владимирович стал первым начальником метеорологической службы Приморской области.
С марта 1875 года назначен начальником телеграфных и метеорологических станций в портах Восточного океана и производителем метеорологических наблюдений во Владивостоке. С мая 1875 года на транспорте «Японец» под командованием капитан-лейтенанта А. А. Остолопова вышел к острову Сахалин, где выполнил магнитные и гидрологические наблюдения в Татарском проливе, а также на самом острове устроил метеорологические станции, после чего вернулся во Владивосток. В зиму с 1875 года на 1876 год сделал зимний промер в Амурском заливе.
В 1876 — 1877 годах на пароходе «Батрак» и клипере «Абрек», являясь руководителем гидрологических работ, исследовал Цусимское течение и течения в проливе Лаперуза, произвёл первые точные магнитные определения по берегам Японского моря. С декабря 1876 года являлся начальником гидрографической партии в Амурском заливе.
1 января 1878 года, Эдуард Владимирович произведён в капитан-лейтенанты. С мая 1878 года по июль 1879 года занимался описью побережья Японского моря между Николаевском и Владивостоком, в том числе провёл исследования в бухте Козьмина, заливах Святой Ольги и Де-Кастри, произвёл полную опись Амурского лимана, пролива Невельского и Татарского пролива на шхуне «Восток» под командованием капитан-лейтенанта И. А. Молчанского. После чего был переведён на Чёрное море.
С марта 1880 года являлся сотрудником Гидрографической части Николаевского порта Черноморского флота. В апреле 1883 года назначен начальником отдельной съёмки Кавказского берега Чёрного моря, 1885 года — северного берега. С 26 февраля 1885 года в чине капитана 2-го ранга.
В 1887 году награждён орденом Святого Станислава II степени. С этого же года, руководя гидрографическими работами в Белом море, произвёл отдельную съёмку и хронометрировал связи Мурманского берега с Новой Землей. По завершении работ в 1891 году переведён на Балтику. С этого же года назначен начальником отдельной съёмки Балтийского моря.
В 1890 году награждён орденом Святого Владимира IV степени с бантом, а в 1893 году орденом Святой Анны II степени.
В 1894 году вновь переведён на Дальний Восток России. Возглавлял Отдельную съёмку Восточного океана, в ходе которой была изучена часть течений Японского моря и закончено полное картографирование залива Петра Великого. В 1895 году Эдуард Владимирович получил орден Святого Владимира III степени.
С ноября 1897 года находился в распоряжении Главного гидрографического управления. В ноябре 1898 года в чине генерал-майора корпуса флотских штурманов вышел в отставку по болезни.
Эдуард Владимирович умер 12 июня 1918 года в Финляндии в городе Гельсингфорс.

## Семья
Эдуард Владимирович был женат на Берте Эмме Джаннетт (Bertha Emma Jannette) (д.р. 29.12.1861), свадьбу сыграл в Царском Селе 30 марта 1880 года. В браке имел сына Бориса Карла (04.03.1887 — 01.03.1917, старший лейтенант Русского Императорского флота).

## Память
- В ходе гидрографической экспедиции 1875—1876 годов в заливе Петра Великого, в честь Э. В. Майделя назван мыс в лимане реки Суйфун (ныне Раздольная). 43°16′45″ с. ш. 131°45′29″ в. д.HGЯO[9][10]
- Также в честь Э. В. Майделя назван ещё один мыс на юге острова Сахалин, вдающийся в пролив Лаперуза45°55′54″ с. ш. 142°01′47″ в. д.HGЯO[11][10].